# Borinka
Borinka (en húngaro: Pozsonyborostyánkő) es un municipio de Eslovaquia en el distrito de Malacky en la región de Bratislava.
Borinka es un pueblo y municipio en el oeste de Eslovaquia en el distrito Malacky en la región de Bratislava, a los pies de los Pequeños Cárpatos, más conocido por el castillo Pajstun, pero es también la zona con una gran cantidad de casas de fin de semana (Eslovaco: chata) .

## Historia
En los registros históricos de la aldea fue mencionada por primera vez en 1273.

## Geografía
El pueblo se encuentra a una altitud de 235 metros y tiene una superficie de 15,79 kilómetros ². Tiene una población de 915 personas.

## Demografía
| Año        | 1994 | 2004     | 2014     | 2024     |
| ---------- | ---- | -------- | -------- | -------- |
| Población  | 426  | 512      | 732      | 904      |
| Diferencia |      | +20,18 % | +42,96 % | +23,49 % |

| Año        | 2023 | 2024    |
| ---------- | ---- | ------- |
| Población  | 915  | 904     |
| Diferencia |      | −1,20 % |